# 유나이티드 항공 175편 테러 사건
유나이티드 항공 175편(United Airlines Flight 175, UA175)은 미국 매사추세츠주 보스턴의 로건 국제공항을 이륙하여 캘리포니아주 로스앤젤레스의 로스앤젤레스 국제공항에 착륙할 예정이었던 국내선 항공편이다. 2001년 9월 11일 보잉 767-222기가 5명의 테러리스트에게 납치당하여 뉴욕 맨해튼 세계 무역 센터 남쪽 건물에 충돌하며 기내에 있던 사람 65명과 항공기 충돌지점에 있던 수백명이 사망했다.
항공기가 이륙한지 약 30분 후, 테러범 5명이 강제로 조종석에 들어가 기장과 부기장을 제압하고 납치범의 지휘자이자 파일럿 훈련을 받은 마르완 알셰히가 조종을 시작하면서 항공기를 납치했다. 트랜스폰더를 껐던 아메리칸 항공 11편과는 달리 이 항공기의 트랜스폰더는 끄지 않아서 뉴욕 항공 노선 교통 관제 센터의 레이더에서 항공기를 볼 수 있었으며, 항공기가 원래의 경로에서 이탈한 지 4분이 지난 EDT 8시 51분에 관제소에서 경로 이탈 사실을 확인했다. 관제소에서는 조종석과 수 차례 연락 시도를 했으나 실패했다. 납치범 몰래 승무원과 승객 일부가 비행기에서 지상으로 전화 통화를 시도했고, 이를 통해 비행기가 납치되었고 승객과 승무원들이 부상을 입었다는 것을 알렸다.
이 항공기는 오전 9시 3분 세계 무역 센터의 남쪽 타워 77~85층에 충돌했다. 175편의 하이재킹은 17분 일찍 세계 무역 센터의 북쪽 타워에 충돌했던 아메리칸 항공 11편과 서로 연계되었다. 175편이 남쪽 타워에 충돌한 장면은 전 세계 텔레비전과 카메라를 통해 생중계되었다. 비행기에 충돌한 이후 건물에 화재가 발생했고, 충돌 56분만에 남쪽 타워가 붕괴되어 수백명이 사망했다. 테러 이후 세계 무역 센터의 부지를 청소 및 복구하는 과정에서 복구 노동자들이 175편에 탑승했던 희생자들의 유해들을 찾았지만, 대다수의 시신들은 누구인지 식별할 수가 없었다.

## 배경

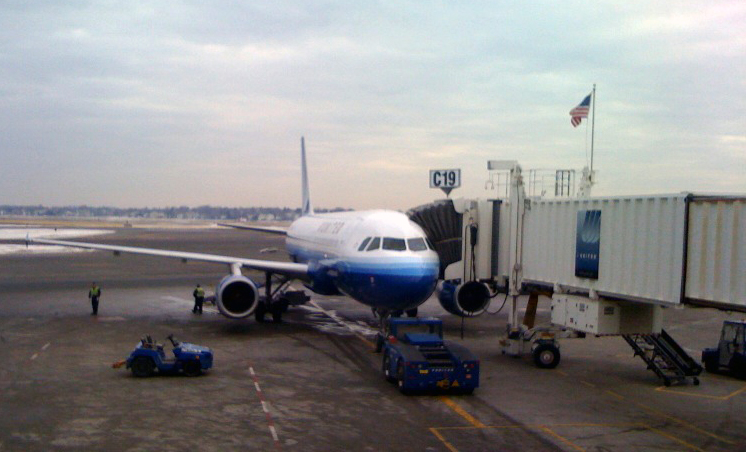
2001년 9월 11일 당시 유나이티드 항공 175편이 머물렀던 보스턴의 로건 국제공항 C19 탑승게이트의 모습. 이후 추모의 의미로 미국의 국기가 걸려 있다.

유나이티드 항공 175편의 하이재커 무리는 아랍에미리트 국적의 마르완 알셰히가 지휘했다. 알셰히는 플로리다 남부에서 아메리칸 항공 11편의 납치를 주도하고 9.11 테러의 총지휘자인 모하메드 아타와 함께 상업 조종사 면허를 취득했다. 이 외에 175편 납치에 가담한 납치범으로는 아랍에미리트 국적의 파예즈 바니함마드, 사우디아라비아 출신 형제인 함자 알그함디, 아흐메드 알그함디, 사우디아라비아 출신 모한드 알셰흐리가 있었다. 2001년 8월 13일, 마르완 알셰히는 플로리다주 보인턴비치에 있는 스포츠 오소리티 상점에서 4인치 주머니칼 2개를 구매했고, 바니함마드는 월마트에서 접이식 칼 세트 2개를 샀으며, 함자 알그함디는 레더맨제 멀티툴을 구매했다.
2001년 9월 초, 175편 납치범 무리는 플로리다를 떠나 보스턴에서 만났다. 함자 알그함디와 아흐메드 알그함디는 9월 7일 함께 보스턴으로 도착하여 케임브리지의 찰스 호텔에 머물렀다. 다음 날에는 보스턴의 데이즈 인에 숙박했다. 파예즈 바니함마드는 모한드 알셰흐리와 함께 9월 8일 플로리다를 출발해 보스턴으로 도착하여 보스턴의 밀너 호텔에 숙박했다. 마르완 알셰히는 9월 9일 보스턴에 도착하여 밀너 호텔에 들어가 11편 납치범의 대장인 모하메드 아타와 함께 머물렀다.

## 비행

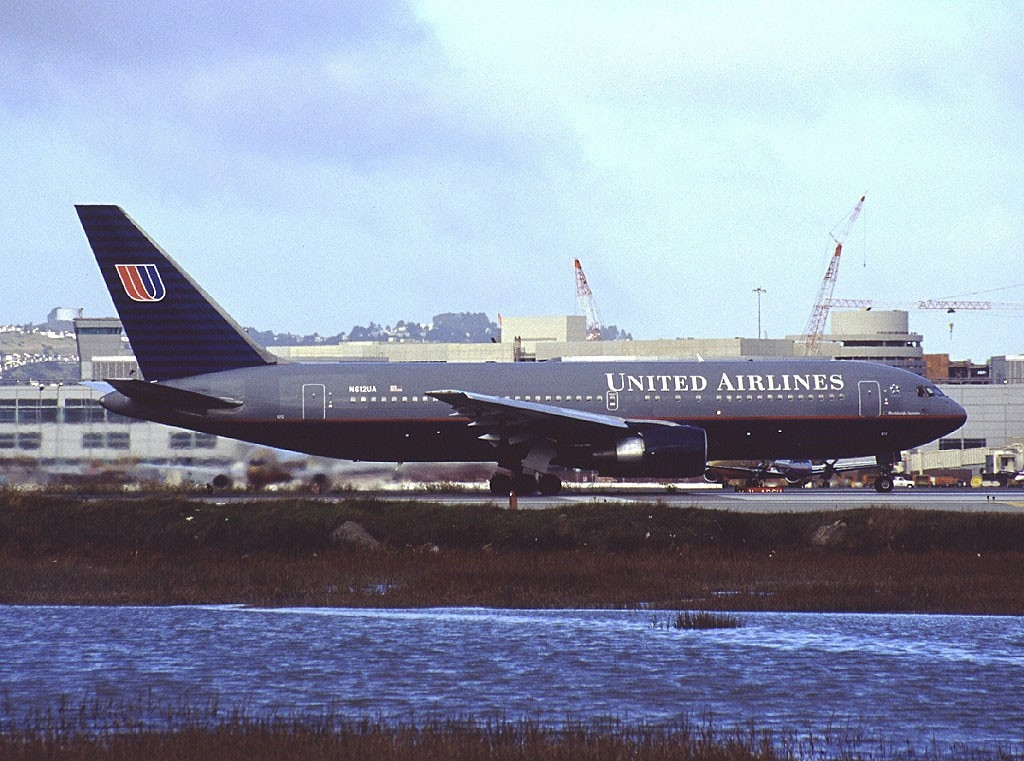
1999년 샌프란시스코 국제공항에서 택싱하는 모습을 촬영한, 납치당했던 항공기인 N612UA.

이 항공편은 1983년 처음 운항을 시작한 보잉 767-200으로, 항공기 등록번호는 N612UA이며 최대 168명의 승객을 싣을 수 있다. 이 항공기는 1등석 10석, 비즈니스 클래스 32석, 이코노미 클래스 126석 등 총 168석이 있었다. 테러 당일인 2001년 9월 11일에는 승객 56명과 승무원 9명만 탑승해 있던 상태로, 여객수송율이 33%로 9월 11일 이전 지난 3개월간의 평균 여객수송율 49%를 밑도는 상태였다. 이 여객기에 탑승했던 승무원은 기장 빅토르 사라시니, 부기장 마이클 호록스, 승무원 로버트 팽맨, 애이미 자렛, 애이미 킹, 캐서린 래보린, 알프래드 마챈드, 마이클 타로우, 앨리샤 티투스였다. 납치범들을 제외한 비행기 내 승객은 남성 35명, 여성 12명, 5세 이하의 아동이 5명 탑승해 있었다. 또한, 탑승객 중에는 내셔널 하키 리그의 전 선수이자 로스앤젤레스 킹스의 프로슈팅 감독이었던 그랑 발레이도 있었다.

### 이륙
함자 알그함디와 아흐메드 알그함디는 호텔에서 체크아웃을 한 후 택시를 타고 로건 국제공항으로 향했다. 동부시각 기준 6시 20분 C터미널의 유나이티드 항공 카운터에 도착했고 아흐메드 알그함디는 2개 가방을 체크했다. 납치범 두명은 이미 항공권을 구매한 상태였으나 카운터에서 항공권을 구매하고 싶다고 말했다. 이들은 표준 보안 질문에 대답하길 힘들어했고, 상담원 직원은 이들이 대답을 할 때까지 질문을 매우 천천히 반복해서 말해야 했다. 비행기 조종을 맡기로 한 마르완 알셰히는 6시 45분 가방 하나를 들고 체크했고 나머지 파예즈 바니함마드, 모한드 알셰흐리는 6시 53분에 체크했다. 파예즈 바니함마드는 가방 2개를 들고 들어갔다. 납치범 5명 전부 컴퓨터 보조 탑승객 사전 검색 시스템(CAPPS)에 걸리지 않았다.
알셰히 및 납치범 무리는 7시 23분에서 28분 사이 유나이티드 항공 175편에 탑승했다. 바니함마드는 퍼스트 클래스 2A 좌석에, 모한드 알셰흐리는 2B 좌석에 탑승했다. 7시 27분엔 알셰히와 아흐메드 알그함디가 비행기에 탑승하여 각각 비즈니스 클래스 6C, 9D 좌석에 앉았다. 1분 후엔 함자 알그함디가 9C 좌석에 앉았다.
여객기는 오전 8시 로스앤젤레스를 향해 이륙할 예정이었다. 터미널 C 19번 게이트에서 승객 51명과 납치범 5명이 탑승했다. 항공기는 7시 58분 푸쉬백하여 8시 14분 9번 활주로를 통해 이륙했다. 이와 동시에 아메리칸 항공 11편은 납치되었다. 8시 33분에 31,000피트 순항고도에 도달하여 정상 기내 서비스가 시작되었다. 8시 37분 항공관제사는 175편 기장에게 납치된 아메리칸 항공 11편이 보이는지 질문했다. 승무원들은 11편이 29,000피트에 있는 것이 보인다고 답했고 관제탑은 충돌 방지를 위해 175편에게 회항하라고 명령했다. 기장은 비행기가 이륙할 때 11편에서 의심스러운 소리를 들었다고 말했다. "누군가가 마이크에 대고 소리를 내어 모두 자리에 앉으라는 소리를 들었다"고 기장이 말했다. 이 말이 175편의 마지막 응답이었다.

### 하이재킹
175편은 8시 42분에서 46분 사이 공중에서 납치된 것으로 추정되며, 이 때 11편은 세계무역센터 북쪽 타워에서 수 분도 채 떨어지지 않은 시점이었다. Flight 175: As the World Watched에서는 "근육질의 납치범"인 파예즈 바니함마드와 모한드 알셰흐리가 조종석에 강제로 들어가 기장을 살해하였으며, 함자 알그함디와 아흐메드 알그함디는 승객과 승무원을 항공기 뒤편에 몰아넣은 것으로 추정한다. 175편에 이상 행동이 처음 보인 증거는 8시 47분 트랜스폰더 신호가 1분 사이에 2번이나 바뀐 후 여객기가 지정된 경로를 벗어나기 시작한 것이다. 하지만 비행 통제 권한이 있는 관제소는 8시 51분경이 될 때까지 어떠한 반응도 하지 않았다. 트랜스폰더를 아에 꺼버린 11편과는 달리 175편은 켜저는 있었기 때문에 비행데이터를 제대로 모니터할 수 있었다. 8시 51분에는 175편의 고도가 바뀌었다. 이후 3분간 관제소는 175편과 5차례 통신을 시도하였으나 실패하고 175편과 충돌하지 않도록 다른 비행기를 멀리 이동시키기 시작했다.

#### 근접 충돌 위기
이 시점에 브래들리 국제공항에서 탬파 국제공항으로 비행하는 델타 항공 2315편과 300피트(대략 90m)를 근접하여 서로 스쳐 지나갔는데 항공관제사 대이브 보티글라(Dave Bottiglia)는 델타 항공편의 조종사에게 미친 듯이 서로 비행기를 피하라고 말했다. 보티글라는 유나이티드 항공 175편에게도 방향 전환 지시를 내렸으나 듣지 않으면서 비행편이 납치됨을 알게 된 최초의 사람이 되었다. 175편은 방향 전환에 응답하지 않았으며 오히려 가속하여 델타 항공기 쪽으로 접근하였다. 관제소는 델타 항공편에게 "필요한 회피 조치를 시행해라. 우리는 상대편 비행편이 무슨 일을 할 지 모른다. 모든 조치를 취해라"고 말했다. 또 175편이 충돌하기 전에는 밀워키에서 뉴욕으로 비행하던 미드웨스트 항공 7편과도 아슬하게 근접하여 스쳐갔다.
오전 8시 55분, 뉴욕항공교통관제센터 감시관은 운영관리자에게 175편의 납치를 보고하였으며, 11편 및 175편의 관제를 담당하는 보티글라는 "이 두 편 외에도 또 다른 납치범이 있을 수 있다"고 말했다. 8시 58분, 비행기는 28,500피트 고도로 뉴저지를 통과해 뉴욕시로 향했다. 8시 58분 알셰히가 뉴욕으로 가는 최종 방향 전환을 마치고 충돌하기까지 5분 동안 비행기는 분당 5,000피트가 넘는 속도로 5분 4초 동안 지속적으로 강하하며 총 24,000피트를 내려왔다. 뉴욕항공교통관제센터의 관제사 대이브 보티글라와 동료들은 "항공편의 고도를 추적하고 있었는데 강하하면서 최종적으로는 분당 10,000피트 가까이 하강하고 있었다. 상용 점보 제트기의 운항이라고는 보이지 않을 정도였다"라고 회고했다.

### 전화 통화
승무원인 로버트 팽맨과 승객 피터 핸슨, 브라이언 데이비드 스웨니는 항공기 후면에 있는 GTE제 기내 전화(에어폰)를 이용하여 전화 통화를 시도하였다. 에어폰 전화 기록에는 가넷 베일리가 그의 아내에게 4차례나 통화를 시도한 기록이 남아 있다.
8시 52분에는 로버트 팽맨으로 추정되는 남성 승무원이 샌프란시스코에 있는 유나이티드 항공 관리사무소에 연락하여 당시 당직 직원이었던 마크 폴리카스트로와 전화통화를 하였다. 팽맨은 항공기 납치 소식을 전하며 납치범들이 비행기를 조종하고 있을 가능성이 크다고 말했다. 또한 팽맨은 두 조종사 모두 사망했으며 승무원이 칼에 찔렀다고 전했다. 1분 15초 후 팽맨의 전화가 끊겼다. 이후 폴리카스트로는 운항정보 교신시스템(ACARS) 메시지 시스템을 이용해 항공기 조종석과 연락을 시도했다. 폴리카스트로는 "당신의 항공기에 사건이 발생했다는 보고가 들어왔습니다. 현재 상황이 정상인지 확인해주십시오."("I heard of a reported incident aboard your acft [aircraft]. Plz verify all is normal.") 라고 보냈으나 어떤 답장도 받지 못했다.
8시 59분에는 브라이언 데이비드 스웨니가 그의 아내인 줄리에게 전화 통화를 시도했으나 실패하였고 아내에게는 현재 비행기가 납치되었다는 문자 메시지를 보냈다. 그 후 9시 스웨니는 부모님에게 전화를 시도해 어머니 루이스와 통화하였다. 스웨니는 어머니에게 항공기 납치 사실에 대해 말하고 승객들이 조종실을 습격해 항공기를 빼앗아 조종하는 방안을 논의하고 있다고 말했다. 스웨니는 납치범들이 다시 돌아올 수 있다고 생각하고 전화를 빨리 끊어야 할 것이라고 말했다. 그리고 어머니에게 작별 인사를 하고 나서 전화 통화를 끊었다.
8시 52분에는 피터 핸슨이 코네티컷주 이스턴에 있는 아버지 리 핸슨에게 전화를 걸어 항공기 납치 소식을 전했다. 핸슨은 그의 아내인 수 핸슨과 9.11 테러에서 제일 어린 사망자인 두살 반 된 딸 크리스틴과 함께 여행중이었다. 핸슨 가족은 원래 19열 C, D, E 좌석에 앉아 있었지만 피터는 30E 좌석에서 아버지에게 전화를 걸었다. 핸슨은 조용한 목소리로 납치범들이 조종석을 습격했고 승무원이 칼에 찔렸으며 항공기 앞쪽에 있던 다른 사람들도 사망했을 것 같다고 말했다. 또한 비행기도 불규칙하게 비행중이라고 전했다. 핸슨은 아버지에게 유나이티드 항공사에 연락해달라고 요청했지만 리 핸슨은 항공사와 전화가 닿지 않았고 결국 경찰에 신고했다.
피터 핸슨은 9시 정각에 아버지에게 두 번째 전화를 걸었다. 아래는 그 전화 통화 내용이다.
점점 나빠지고 있어요, 아빠. 스튜어디스가 칼에 찔렸어요. 칼과 메이스(주:후추 스프레이 물질)를 가지고 있는 것 같아요. 그들은 폭탄을 가지고 있다고 말하고 있어요. 비행기 안은 점점 상황이 나빠지고 있어요. 승객들은 전부 토하고 있고 아파하고 있어요. 비행기는 요동치고 있어요. 조종사가 비행기를 조종하고 있는 것 같지 않아요. 우리는 점점 내려가고 있는 것 같아요. 제가 보기엔 시카고나 어디로 가서 건물 안으로 들이받을 생각인가 봐요. 아빠 그래도 걱정하진 말아요. 만일 그렇게 된다면 아주 빠르게... 말도 안돼. 말도 안돼. 말도 안돼.

통화는 한 여성의 비명소리와 함께 갑작스럽게 끊겼다.

### 충돌

두 빌딩에 충돌한 비행기의 충돌 단면도.

비행기가 빌딩에 충돌한 후 튕겨나온 잔해들과 충돌에 대한 다이어그램 그림.

비행기가 뉴욕으로 접근했을 때 알셰히는 멀리 북쪽 타워에서 불길과 연기가 나오고 있는 것을 보았을 것이다. 비행기는 마지막 순간 좌회전을 했는데 그러지 않았더라면 비행기는 빌딩을 스쳐 그냥 지나가거나 날개만 건물에 긁혔을 것으로 추정된다. 따라서 비행기가 뉴욕으로 갈 때 비행기 좌측에 있었던 사람들은 타워에 다가가면서 빌딩 한 채가 불에 타는 것을 확연하게 볼 수 있었을 것이다. 175편 항공편이 로어맨해튼을 향해 계속 하강하자 건물 충돌 2분 전인 9시 1분 뉴욕 항공센터는 인근 교통 관제시설에 경보를 발령하였고 뉴저지 상공에서, 이후 마지막 순간 스태튼아일랜드와 어퍼뉴욕만 상공으로 움직이는 비행 경로를 감시하였다.
오전 9시 3분경, 9,100 미국 갤런(34,000 L)의 연로를 실은 175편이 시속 500마일 이상의 속도(800 km/h, 220 m/s)로 세계 무역 센터 남쪽 타워 남쪽 정면 77층에서 85층 사이 층에 충돌하였다. 175편에 탑승한 승객 중 제일 어린 이는 2살 반인 크리스틴 핸슨이었고 가장 나이가 많은 이는 캘리포니아주 롱비치에 살던 82세의 도로시 데아라우조였다.
175편이 남쪽 타워에 충돌했을 무렵에는 이미 복수의 언론사가 17분 전 북쪽 타워에 충돌한 아메리칸 항공 11편 충돌 사건을 취재하던 중이었다. 175편이 충돌했을 당시 영상은 생방송 TV와 아마추어 비디오 등이 여러 각도에서 분석하기 좋은 화질로 촬영되었고, 약 100여대의 카메라도 175편이 충돌하기 전 사진이나 영상을 담았다. 주요 방송국들이 사용을 제한하기 전까지 사고 당일과 그 다음날 175편의 세계 무역 센터 충돌 영상이 여과 없이 반복해서 재생되었다.
비행기가 타워를 관통한 후 비행기의 착륙 장치와 동체의 일부분이 타워 북쪽 방면을 뚫고 나와 세계 무역 센터에서 북쪽으로 약 180 m 떨어진 웨스트 브로드웨이와 처치 스트리트 사이 45-47 파크 플레이스의 지붕과 두 바닥에 떨어졌다. 건물 꼭대기 층의 가로보 3개가 파괴되어 구조적으로 큰 피해를 입었다.
유나이티드 항공 소속 운항관리원인 엘 밸링거는 사고 직후인 9시 3분 175편에 ACARS에 "현 상황은 어떻습니까. 뭐든지 할 수 있으니 필요한 일을 알려주십시오."라는 내용의 메시지를 보냈다.

## 붕괴
당초에는 북쪽 타워와는 달리 175편이 남쪽 타워에 충돌한 이후에도 3개의 계단 중 1개의 계단인 A계단은 멀쩡했다. 비행기가 북쪽 타워에 부딪힌 아메리칸 항공 11편처럼 빌딩 중앙부근이 아닌 한쪽으로 치우쳐서 부딪혔기 때문이었다. 남쪽 타워가 붕괴되기 전까지 총 18명이 파괴되지 않은 계단을 통해 비행기가 충돌한 부분 위쪽에서 아래층으로 안전하게 빠져나갔다. 81층에서 살아남은 유일한 사람인 스탠리 프림나스는 비행기의 날개가 자신의 사무실을 자르는 것을 보았다. 프림나스는 175편 비행기가 자신을 향해 다가오는 것도 봤다고 말했다. 비행기 날개 한쪽이 그의 사무실을 스쳐 지나가다 약 6 m 정도 떨어진 문간에 끼어버린 것을 보았다고 증언했다. 반면 북쪽 타워에서는 비행기가 충돌한 지점 위에서 탈출한 사람은 단 한명도 없었다.
비행기가 충돌한 곳 위쪽에 있던 사람들 중 몇몇은 헬리콥터 구조를 기대하며 옥상을 향해 올라갔다. 하지만 옥상 출입문은 잠겨 있었다. 또한 짙은 연기와 강한 열기 때문에 구조 헬리콥터도 옥상에 착륙하지 못했다.
남쪽 타워는 56분 동안 화재에 휩싸이다 9시 59분 붕괴되었다.

## 여파

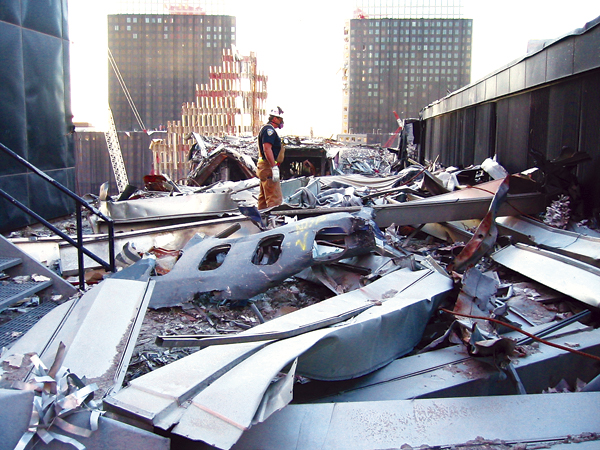
5WTC 옥상에서 발견된 유나이티드 항공 175편의 동체 조각.

아메리칸 항공 11편과 마찬가지로 유나이티드 항공 175편의 항공기 블랙박스도 발견하지 못했다. 175편 항공기의 잔해들이 인근 지역에서 발견되었는데, 웨스트 브로드웨이와 파크 플레이스의 모퉁이에 있는 한 건물 꼭데기에서는 착륙 장치가 발견되었으며 처치 & 머레이 가 사거리에서는 엔진이 떨어졌고 5 세계 무역 센터 옥상에서는 동체 조각 일부가 떨어지기도 했다. 2013년 4월에는 보잉 767의 안쪽 날개 플랩 조각이 파크 플레이스의 두 건물 사이에서 발견되기도 했다.
잔해 청소 과정에서 피터 핸슨의 6인치(약 15 cm) 크기 뼈조각, 리사 프로스트의 작은 뼈조각 등 175편에 탑승했던 일부 승객들의 뼈조각 파편이 발견되었다. 2008년에는 DNA 샘플 검사를 통해 승객 알로나 아브라함의 유해를 확인하였다. 175편에 탑승했던 나머지 희생자들은 유해를 발견하지 못했다.
9.11 테러 직후 유나이티드 항공 175편과 같은 노선을 지나는 항공편 번호가 175편에서 1525편으로 변경되었다. 이후 유나이티드 항공은 보스턴에서 로스앤젤레스로 가는 모든 비행편의 번호와 일정을 변경하였다. 유나이티드 항공 1820편은 이제 오전 8시 5분에 이륙하여 보스턴-LAX 사이를 비행하며 보잉 757-200 기체를 사용한다. 2011년 5월에는 유나이티드 항공이 175편이라는 숫자를 콘티넨털 항공의 93편과 코드셰어 하는 방식으로 부활할 것이라고 발표하자 일부 언론과 유나이티드 조종사 노동조합으로부터 격렬한 항의를 받았다. 유나이티드 항공 측은 175편 부활이 실수로 "숫자를 잘못 복원하였다"라고 말했으며 다시는 175편이 부활하지 않을 것이라고 발표하였다.
175편 탑승 승객 희생자의 이름은 내셔널 셉템버 11 메모리얼 & 뮤지엄 남쪽 풀에 새겨져 있다.

## 같이 보기
- 아메리칸 항공 11편 테러 사건 - 세계 무역 센터 북쪽 타워에 충돌
- 유나이티드 항공 93편

### 내용주
1. ↑  원문: Jules, this is Brian—listen, I’m on an airplane that’s been hijacked. If things don’t go well, and it’s not looking good, I just want you to know I absolutely love you, I want you to do good, go have good times, same to my parents and everybody, and I just totally love you, and I’ll see you when you get there. Bye, babe. I hope I call you.
2. ↑  원문은 다음과 같다.
It's getting bad, Dad. A stewardess was stabbed. They seem to have knives and Mace. They said they have a bomb. It's getting very bad on the plane. Passengers are throwing up and getting sick. The plane is making jerky movements. I don't think the pilot is flying the plane. I think we are going down. I think they intend to go to Chicago or someplace and fly into a building. Don't worry, Dad. If it happens, it'll be very fast ... Oh my God ... oh my God, oh my God.

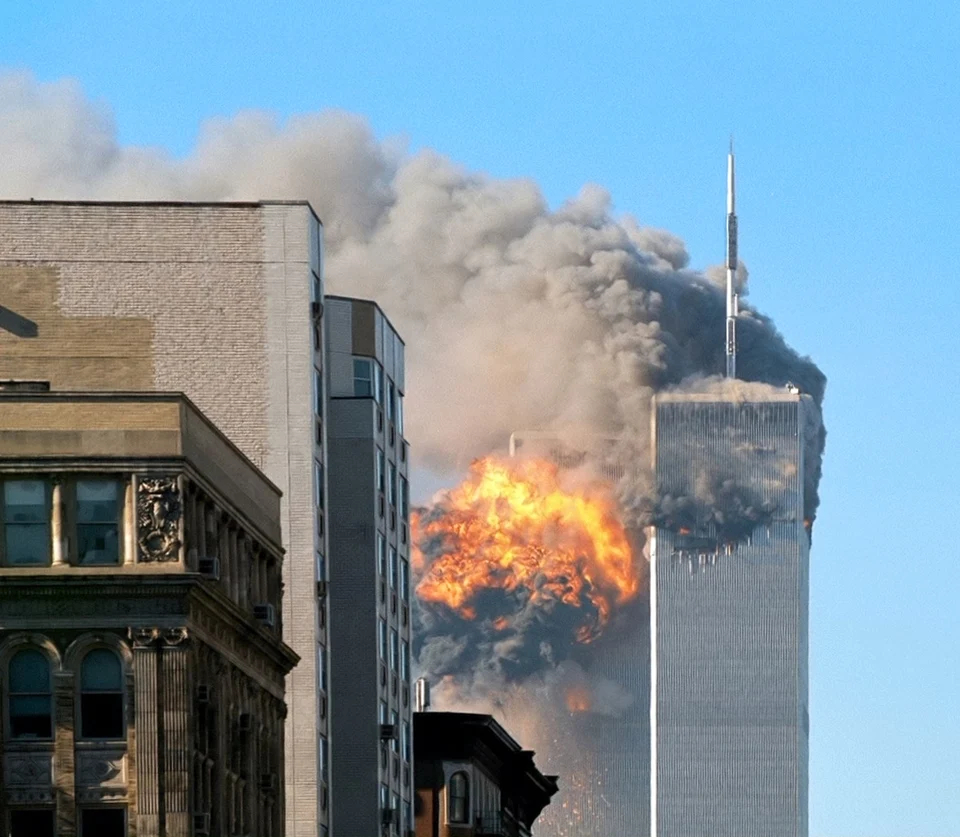
175편이 세계 무역 센터 남쪽 타워에 부딪쳐 폭발해 화염이 나오는 모습.

3. ↑  정확한 충돌 시각에는 아직 논쟁이 있다. 9/11 위원회 보고서에서는 9:03:11로,[26][33] NIST 보고서에는 9:02:59로,[34] 기타 보고서에서는 9:03:02로 적혀 있다.[35]
4. ↑  정확한 충돌 속도는 각 출처마다 다르다. 2002년 NTSB 논문에서는 515mph로,[37] MIT의 연구 논문에서는 503mph로 추정하고 있다.[38]

### 참조주
1. 1 2  “United Airlines Flight 175 (BBC NEWS)” (영어). 2021년 9월 8일에 확인함.
2. ↑  “Timeline for United Airlines Flight 175” (영어). 2021년 9월 8일에 확인함.
3. 1 2 3 4 5  “Flight Path Study – United Airlines Flight 175” (PDF). 《National Transportation Safety Board》. 2002년 2월 19일. 2011년 10월 23일에 원본 문서 (PDF)에서 보존된 문서. 2007년 4월 18일에 확인함.
4. 1 2  Weiss, Dick (2011년 9월 11일). “Touching 9/11 tribute to Welles Crowther, selfless hero, before Central Florida-Boston College game”. 《NY Daily News》 (New York). 2015년 2월 11일에 원본 문서에서 보존된 문서. 2021년 9월 7일에 확인함.
5. 1 2 3  9/11 Commission 2004a, 293쪽.
6. ↑  Federal Bureau of Investigation (2008년 2월 4일). “Hijackers' Timeline” (PDF). NEFA Foundation. 218쪽. 2008년 10월 12일에 원본 문서 (PDF)에서 보존된 문서. 2016년 1월 17일에 확인함.
7. 1 2 3 4 5 6 7 8 9  “Staff Monograph on the "Four Flights and Civil Aviation Security"” (PDF). National Commission on Terrorist Attacks Upon the United States. 2005년 9월. 17–26쪽. 2014년 7월 12일에 원본 문서 (PDF)에서 보존된 문서. 2016년 1월 17일에 확인함.
8. ↑  Federal Bureau of Investigation (2008년 2월 4일). “Hijackers' Timeline” (PDF). NEFA Foundation. 261–274쪽. 2008년 10월 12일에 원본 문서 (PDF)에서 보존된 문서. 2016년 1월 17일에 확인함.
9. ↑  “Brief of Accident”. 미국 연방 교통 안전 위원회. 2006년 3월 7일. 2007년 9월 29일에 원본 문서 (PDF)에서 보존된 문서. 2016년 1월 24일에 확인함.
10. ↑  “Staff Report – "We Have Some Planes": The Four Flights — a Chronology” (PDF). 9/11 위원회. 2008년 5월 30일에 원본 문서 (PDF)에서 보존된 문서. 2016년 1월 24일에 확인함.
11. ↑  “United Airlines Flight 175”. CNN. 2001년. 2008년 5월 17일에 원본 문서에서 보존된 문서. 2016년 1월 24일에 확인함.
12. ↑  “Flight 175 Victim List”. 2019년 9월 5일에 원본 문서에서 보존된 문서. 2016년 1월 24일에 확인함.
13. ↑  "Kings' Sept. 11 victims get day with Cup". 내셔널 하키 리그. 2012년 10월 15일.
14. ↑  Federal Bureau of Investigation (2008년 2월 4일). “Hijackers' Timeline” (PDF). NEFA Foundation. 288쪽. 2008년 10월 12일에 원본 문서 (PDF)에서 보존된 문서. 2008년 10월 6일에 확인함.
15. ↑  Federal Bureau of Investigation (2001년 9월 21일). “Interview with Gail Jawahir” (PDF). Intelfiles. 2012년 8월 26일에 원본 문서 (PDF)에서 보존된 문서. 2008년 10월 23일에 확인함.
16. 1 2  “We Have Some Planes”. National Commission on Terrorist Attacks Upon the United States. July 2004. 2쪽. 2011년 7월 1일에 확인함.
17. 1 2  “We Have Some Planes”. National Commission on Terrorist Attacks Upon the United States. July 2004. 7쪽. 2011년 7월 1일에 확인함.
18. ↑  Ellison, Michael (2001년 10월 17일). “'We have planes. Stay quiet' – Then silence”. 《The Guardian》 (London). 2007년 4월 18일에 확인함.
19. ↑  Wald, Matthew L.; Kevin Sack (2001년 10월 16일). “A Nation Challenged: The Tapes; 'We Have Some Planes,' Hijacker Said on Sept. 11”. 《The New York Times》. 2008년 6월 17일에 확인함.
20. ↑  “Report: hijacked plane nearly hit flight from Bradley”. SouthCoastToday.com. 2002년 9월 12일. 2014년 10월 22일에 원본 문서에서 보존된 문서. 2019년 3월 25일에 확인함.
21. 1 2 3 4 5  “Flight 175: As the World Watched (TLC documentary)”. The Learning Channel. 2005년 12월. 2013년 1월 21일에 원본 문서에서 보존된 문서. 2019년 3월 25일에 확인함.
22. ↑  Lynn Spencer (2008년). 《Touching History: The Untold Story of the Drama That Unfolded in the Skies Over America on 9/11》. Simon and Schuster. 74–76쪽. ISBN 978-1-4165-5925-2.
23. ↑  “Jules, this is Brian—listen, I’m on an airplane that’s been hijacked.”. 9/11 내셔널 메모리얼. 2021년 9월 8일에 확인함.
24. 1 2  “Exhibit #P200018, United States v. Zacarias Moussaoui”. United States District Court, Eastern District of Virginia. 2012년 8월 26일에 원본 문서에서 보존된 문서. 2011년 7월 1일에 확인함.
25. ↑  “The Four Flights – Staff Statement No. 4” (PDF). 9/11 Commission. 2011년 7월 1일에 확인함.
26. 1 2 3 4 5  9/11 Commission 2004a, 7–8쪽.
27. ↑  Davidsson 2013, 173쪽.
28. 1 2  9/11 Commission 2004b.
29. ↑  “CNN.com - Widow: 9/11 passengers planned to resist - Mar 10, 2004”. 《edition.cnn.com》.
30. ↑  Serrano, Richard A. (2006년 4월 11일). “Moussaoui Jury Hears the Panic From 9/11”. 《Los Angeles Times》. 2008년 10월 24일에 확인함.
31. ↑  McMillan, Tom (2014). 《Flight 93: The Story, the Aftermath, and the Legacy of American Courage on 9/11》. Lanham, Maryland: Rowman & Littlefield. 73쪽. ISBN 978-1442232853.
32. ↑  NTSB 2002a.
33. ↑  9/11 Commission 2004b, 24쪽.
34. ↑  NIST 2005, 27쪽.
35. ↑  “Timeline for United Airlines Flight 175”. 《NPR.org》 (영어).
36. ↑  NIST 2005, 38쪽.
37. 1 2  NTSB 2002b.
38. ↑  Kausel, Eduardo. “Speed of Aircraft” (PDF). Massachusetts Institute of Technology. 2021년 8월 15일에 확인함.
39. ↑  Hirschkorn, Phil. “Father recalls son's last words on 9/11 - Apr 11, 2006”. 《CNN》. 2021년 8월 24일에 확인함.
40. ↑  Wilson, Mike (2005년 9월 10일). “LISA FROST, A RECENT COLLEGE GRADUATE, WAS ON HER WAY TO CALIFORNIA TO VISIT HER FAMILY”. 《Tampa Bay Times》 (영어). 2021년 9월 4일에 확인함.
41. ↑  Boxer, Sarah (2002년 9월 11일). “One Camera, Then Thousands, Indelibly Etching a Day of Loss”. 《The New York Times》. ISSN 0362-4331. 2008년 11월 17일에 확인함.
42. ↑  Bauder, David (2002년 8월 21일). “The violent images of 9-11 will return to television screens, but to what extent?”. 《The Boston Globe》. Associated Press. 2008년 11월 10일에 확인함.
43. ↑  Klersfeld, Noah; Nordenson, Guy; and Associates, LZA Technology (2003). 《World Trade Center emergency damage assessment of buildings: Structural Engineers Association of New York inspections of September and October 2001》 1. Structural Engineers Association of New York. 2010년 8월 3일에 확인함.
44. ↑  Noah, Klersfeld; Nordenson, Guy; Associates, and; (Firm), L.Z.A. Technology (2008년 1월 3일). 《World Trade Center emergency damage ...》. Structural Engineers Association of New York. 2010년 8월 8일에 확인함.
45. ↑  Corley, Gene; Federal Insurance And Mitigation Administration, United States; Region Ii, United States. Federal Emergency Management Agency; O'Mara, Greenhorne (May 2002). 《World Trade Center building ...》. 2010년 8월 8일에 확인함.
46. 1 2  Dwyer, Jim; Lipton, Eric;  외. (2002년 5월 26일). “102 Minutes: Last Words at the Trade Center; Fighting to Live as the Towers Die”. 《The New York Times》. ISSN 0362-4331. 2013년 11월 14일에 원본 문서에서 보존된 문서. 2008년 5월 23일에 확인함.
47. ↑  9/11 Commission 2004a, 294쪽.
48. ↑  “Flight 175: As the World Watched (TLC documentary)”. The Learning Channel. December 2005. 2013년 1월 21일에 원본 문서에서 보존된 문서.
49. ↑  Paltrow, Scot J.; Sook, Queena (2001년 10월 23일). “Could Helicopters Have Saved People From the Top of the Trade Center?”. 《Wall Street Journal》.
50. ↑  9/11 Commission 2004a, 279쪽.
51. ↑  NIST 2005, 44, 148쪽.
52. ↑  9/11 Commission 2004a, 305쪽.
53. ↑  9/11 Commission 2004a, 456쪽.
54. ↑  NISTb 2005.
55. ↑  Blumenthal, Ralph; Mowjood, Sharaf (2009년 12월 8일). “Muslim Prayers and Renewal Near Ground Zero”. 《The New York Times》.
56. ↑  Goodman, J. David (2013년 4월 29일). “Jet Debris Near 9/11 Site Is Identified as Wing Part”. 《The New York Times》.
57. ↑  Goldstein, Joseph (2013년 4월 26일). “11 Years Later, Debris From Plane Is Found Near Ground Zero”. 《The New York Times》. ISSN 0362-4331.
58. ↑  Gordon, Greg (2006년 4월 11일). “Moussaoui jurors hear 9/11 victims' final calls”. 《Star Tribune》 (Minneapolis).
59. ↑  Radcliffe, Jim (2005년 5월 20일). “Her parents now have the 9/11 victim's cremated remains with them in Orange County”. 《Orange County Register》.
60. ↑  Hadad, Shmulik (2008년 1월 31일). “September 11 victim laid to rest”. 《Ynetnews.com》. 2017년 7월 4일에 확인함.
61. ↑  Vogel, Charity (2003년 8월 21일). “Adding to Grief; Families of Many Victims of the World Trade Center Attack Deal With the Prospect of Never Having Their Remains Identified”. 《Buffalo News》.
62. ↑  “Logan Airport bears memory of its fateful role with silence”. 《Boston Globe》. 2002년 9월 12일. 2007년 3월 12일에 원본 문서에서 보존된 문서. 2007년 4월 18일에 확인함.
63. ↑  “United Airlines Worldwide Timetable”. 《united.com》. United Airlines. 2020년 2월 20일에 확인함.
64. ↑  Mutzabaugh, Ben (2011년 5월 18일). “Unions slam United for mistakenly reinstating 9/11 flight numbers”. 《USA Today》. 2014년 1월 4일에 원본 문서에서 보존된 문서. 2014년 3월 21일에 확인함.
65. 1 2  @Frances_Romero (2011년 5월 18일). “Flight Number Flub: United/Continental Accidentally Reinstates Flights 93 and 175”. Time. 2014년 3월 21일에 확인함.
66. ↑  McCartney, Scott (2011년 5월 18일). “Bad Mistake: United Revives Sept. 11 Flight Numbers”. 《The Wall Street Journal》. ISSN 0099-9660. 2014년 3월 21일에 확인함.
67. ↑  About: The Memorial Names Layout 보관됨 7월 27, 2013 - 웨이백 머신. Memorial Guide: National 9/11 Memorial. Retrieved December 11, 2011.

## 참고 문헌
- Shane, J.M. (2009). “September 11 Terrorist Attacks Against the United States and the Law Enforcement Response”. 《A New Understanding of Terrorism: Case Studies, Trajectories and Lessons Learned》: 99–142. doi:10.1007/978-1-4419-0115-6_7. ISBN 978-1-4419-0114-9.
- Final Report of the 9/11 Commission on Terrorist Attacks Upon the United States (PDF) (보고서). National Commission on Terrorist Attacks Upon the United States. 2004년 7월 22일. 2021년 8월 15일에 확인함.
- Staff Report of the 9/11 Commission on Terrorist Attacks upon the United States (PDF) (보고서). National Commission on Terrorist Attacks Upon the United States. September 2005. 2021년 8월 15일에 확인함.
- Federal Bureau of Investigation (2008년 2월 4일). “Hijackers' Timeline”. 《vault.fbi.gov》.
- “Flight Path Study – United Airlines Flight 175” (PDF). National Transportation Safety Board. 2002년 2월 19일. 2012년 9월 21일에 원본 문서 (PDF)에서 보존된 문서. 2007년 4월 18일에 확인함.
- “Radar Data Impact Speed Study” (PDF). National Transportation Safety Board. 2002년 2월 7일. 2쪽. 2007년 12월 19일에 원본 문서 (PDF)에서 보존된 문서. 2010년 12월 29일에 확인함.
- National Construction Safety Team (September 2005). Final Report on the Collapse of the World Trade Center Towers (PDF). 《National Institute of Standards and Technology》 (보고서) (United States Department of Commerce). 2008년 5월 27일에 원본 문서 (PDF)에서 보존된 문서. 2008년 5월 21일에 확인함.
- Building and Fire Research Laboratory (September 2005). Visual Evidence, Damage Estimates, and Timeline Analysis (PDF). 《National Institute of Standards and Technology》 (보고서) (United States Department of Commerce).
- Davidsson, Elias (2013). 《Hijacking America's Mind On 9/11: Counterfeiting Evidence》. Algora Publishing. ISBN 9780875869742.